# Moszewicze
Moszewicze (biał. Машэвічы, Maszewiczy; ros. Мошевичи, Moszewiczi) – agromiasteczko na Białorusi, w obwodzie grodzieńskim, w rejonie korelickim, w sielsowiecie Maluszyce.

## Historia
W XIX i w początkach XX w. położone były w Rosji, w guberni mińskiej, w powiecie nowogródzkim, w gminie Rajce.
W dwudziestoleciu międzywojennym wieś i folwark leżące w Polsce, w województwie nowogródzkim, w powiecie nowogródzkim, w gminie Rajce. W 1921 wieś liczyła 193 mieszkańców, zamieszkałych w 31 budynkach, wyłącznie Białorusinów. 192 mieszkańców było wyznania prawosławnego i 1 rzymskokatolickiego. Folwark liczył zaś 12 mieszkańców, zamieszkałych w 1 budynku, w tym 11 Polaków i 1 Białorusina. 11 mieszkańców było wyznania rzymskokatolickiego i 1 prawosławnego.
Po II wojnie światowej w granicach Związku Sowieckiego. Od 1991 w niepodległej Białorusi.